# ISO 3166-2:TF
ISO 3166-2:TF è il sottogruppo dello standard ISO 3166-2 riservato alle Terre Australi e Antartiche Francesi, dipartimento d'oltremare della Repubblica francese.
Lo standard ISO 3166-2, seconda parte dello standard ISO 3166, pubblicato dall'Organizzazione internazionale per la normazione (ISO), è stato creato per codificare i nomi delle suddivisioni territoriali delle nazioni e delle aree dipendenti codificate nello standard ISO 3166-1.
Attualmente, nello standard ISO 3166-2 non è stato definito nessun codice per le Terre Australi e Antartiche Francesi. 
Il codice ISO 3166-1 alpha-2 ufficialmente assegnato al dipartimento delle Terre Australi e Antartiche Francesi e antartiche francesi è TF. Inoltre gli è stato anche assegnato il codice ISO 3166-2 FR-TF all'interno del sottogruppo della Francia. 
Nella definizione data nello standard ISO 3166-1, le TAAF non includono Terra Adelia, che è assegnata al sottogruppo dell'Antartide avente codice AQ.